# Pyramide de Téti
La pyramide de Téti est une pyramide à faces lisses située au nord de Saqqarah en Égypte. Elle est, historiquement, la deuxième pyramide à textes. Les fouilles ont révélé une pyramide satellite, deux pyramides de reines accompagnées de structures cultuelles, ainsi qu'un temple funéraire. La pyramide fut ouverte par Gaston Maspero en 1882 et le complexe exploré durant plusieurs campagnes s'étalant de 1907 à 1965.

## Le complexe funéraire
Le complexe pyramidal de Téti suit un modèle désormais établi depuis le règne de Djedkarê Isési, dont l'agencement est hérité des complexes funéraires d'Abousir.
Un temple bas ou temple de la vallée, aujourd'hui disparu, probablement détruit dans l'Antiquité car à sa place à la Basse époque un temple consacré à Anubis s'y est édifié. Un temple haut ou temple funéraire mieux connu, mis au jour par James Edward Quibell à partir de 1906 relié au précédent par une chaussée couverte. En soi le plan du temple de Téti est également comparable sur beaucoup de points à celui d'Ounas qui est son prédécesseur immédiat. La partie d'accueil présente cependant un plan un peu particulier en raison d'une déviation de la chaussée qui traditionnellement aurait dû se trouver dans l'axe du temple mais est ici pour une raison inconnue déportée vers le sud. On accède donc au temple par le biais d'un premier vestibule d'un développement nord-sud en façade et rejoignant l'axe est-ouest du monument. Suivait dans cet axe principal un second vestibule dont l'épaisseur des murs suggère une couverture voûtée. Il devait probablement être la Chambre des Grands, sur les murs duquel les membres de la famille royale et les plus influents membres de la cour devaient être représentés, assistant et accompagnant le voyage éternel de leur souverain.
Ce vestibule ouvrait sur une cour à ciel ouvert bordée sur ses quatre côtés de colonnades et dont l'objet principal était la présentation des offrandes et les libations rituelles qui avaient lieu quotidiennement au temple. Son unique issue se trouve centrée à l'ouest et donne accès à la partie intime, le sanctuaire.
Incluse dans le péribole de la pyramide royale, cette partie sacrée était réservée aux prêtres du roi. S'y trouvait une chapelle à cinq niches qui devaient contenir les cinq naoi abritant cinq statues du roi apparaissant sous l'aspect des cinq divinités principales du royaume. Cette partie intime comprenait outre une salle abritant la stèle fausse porte du roi, véritable objet du culte funéraire, une double série de magasins rejetés de part et d'autre de l'axe du temple. La première série encadre la partie d'accueil et est accessible par un long corridor se développant sur toute la largeur de l'édifice, corridor qui débouche au sud et au nord à l'intérieur du péribole de la pyramide. La deuxième série encadre le sanctuaire et la salle des statues divines et n'était accessible que depuis cette dernière.
Enfin dernier élément essentiel au culte funéraire, la pyramide-satellite ou pyramide cultuelle ceinte dans son propre péribole se trouve au sud-est de la pyramide royale et n'était donc accessible que par le corridor qui distribue magasins et salles de culte. Cette petite pyramide d'une dizaine de mètres de hauteur recouvrait un dispositif souterrain composé d'une courte descenderie menant à une chambre souterraine unique. Placée au milieu de la cour formée par son péribole, on a retrouvé devant sa face est et ouest deux bassins en granite aménagés dans le sol de la cour. Leur destination reste discutée par les égyptologues mais l'emplacement de ces bassins, qui suivent la course du soleil, semblent indiquer des pratiques rituelles qui éclairent quelque peu le rôle de ce monument annexe systématiquement présent dans les complexes pyramidaux égyptiens et dont aucune source écrite ne permet jusque-là de véritablement en saisir le sens.

## La pyramide

Plan du complexe funéraire

L'orientation de la pyramide n'est pas alignée sur les quatre points cardinaux.
En revanche, les proportions et le plan de la pyramide suivent exactement le même modèle que celui de la pyramide de Djedkarê Isési. Les dimensions et la pente sont les mêmes et le plan interne est également très similaire.
L'accès aux chambres funéraires se situe à l'intérieur de la chapelle accolée contre la face nord de la pyramide. L'entrée débouche sur un couloir descendant de dix-huit mètres vingt-trois mètres de long. L'entrée était autrefois obstruée par un bouchon de granit aujourd'hui disparu. Le couloir descendant était probablement aussi obstrué sur toute sa longueur par de gros blocs de calcaire que les voleurs ont fait éclater et dont les débris encombraient encore le col au moment de la découverte. Au couloir descendant se succèdent un couloir horizontal, un vestibule, un autre couloir, une chambre aux herses, un dernier couloir et un passage de granit qui ouvre sur les appartements funéraires du roi.
La chambre aux herses s'étend sur plus de six mètres et est conçue en alternant le calcaire et le granit. Les trois herses en granit, à l'origine abaissées, sont maintenant brisées en plusieurs morceaux laissant la voie libre aux visiteurs.
Le couloir horizontal mène droit aux appartements funéraires composés d'un serdab, d'une antichambre et d'une chambre funéraire tous les trois alignés suivant l'axe est-ouest. La seule particularité du serdab est la taille d'un des blocs assurant sa couverture, six mètres soixante-douze de long pour une masse de quarante tonnes. L'antichambre et la chambre funéraire sont couvertes d'une énorme voûte en chevrons. Elles sont reliées par un passage dont l'accès était fermé par une porte à deux vantaux. Les parois de ces salles sont couvertes d'inscriptions gravées communément appelées textes des pyramides. La pyramide de Téti est donc le deuxième monument royal à contenir ce corpus théologique complexe destiné à aider et à accompagner la renaissance du roi devenu un dieu.
La chambre funéraire comporte un sarcophage en grauwacke inachevé, un fragment du couvercle et une cuve à canopes qui n'est autre qu'un simple trou creusé dans le sol. Pour la première fois, un sarcophage royal comporte des inscriptions, ici gravées en léger creux à l'intérieur de la cuve.
Bien que pillé dès l'Antiquité, lors de la première fouille du monument des restes du mobilier funéraire du roi ont été retrouvés. Constitués essentiellement de matériaux lithiques ces objets ont été abandonnés par les pillards, sans doute jugés inutile ou sans valeur. C'est ainsi qu'une série de têtes de massue aux noms de Téti nous est parvenu ainsi qu'un des vases canope contenant encore une partie des viscères du roi. L'élément le plus troublant retrouvé parmi ces débris du viatique funéraire reste le moule en plâtre d'un masque mortuaire. Le moulage reproduit nous transmet le visage d'un homme les yeux clos, la bouche légèrement entrouverte. L'expression est saisissante et il est proposé d'y voir le portrait de Téti ce qui serait donc le seul véritable portrait royal qui nous soit parvenu de l'Ancien Empire.

## Photos

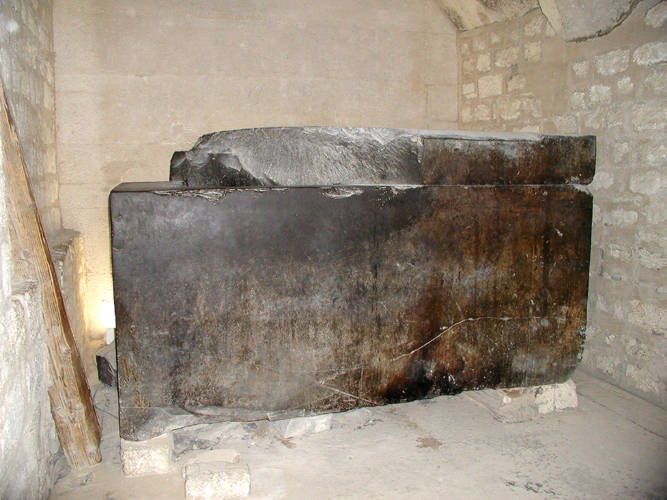
Sarcophage de Téti
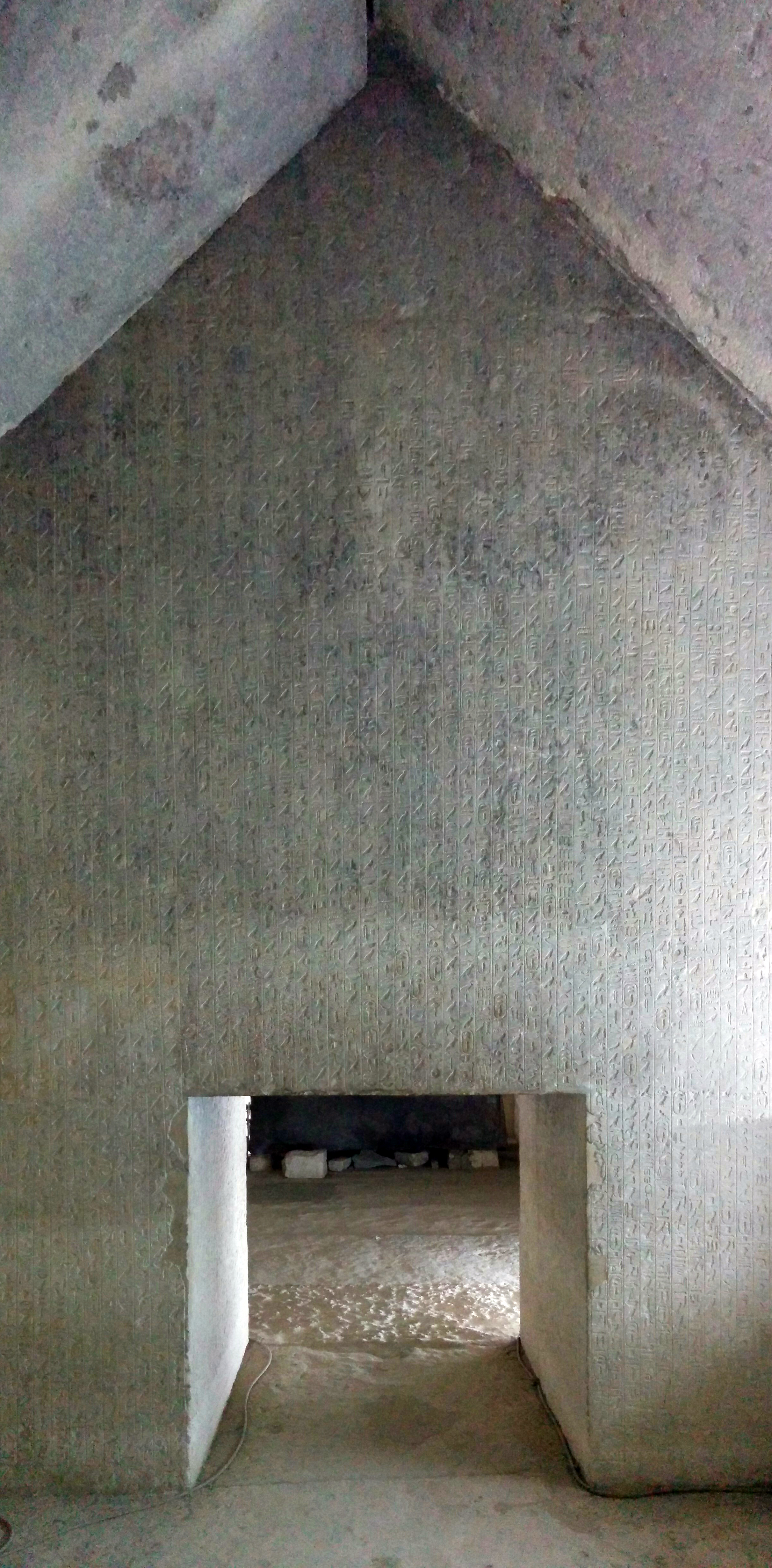
Intérieur
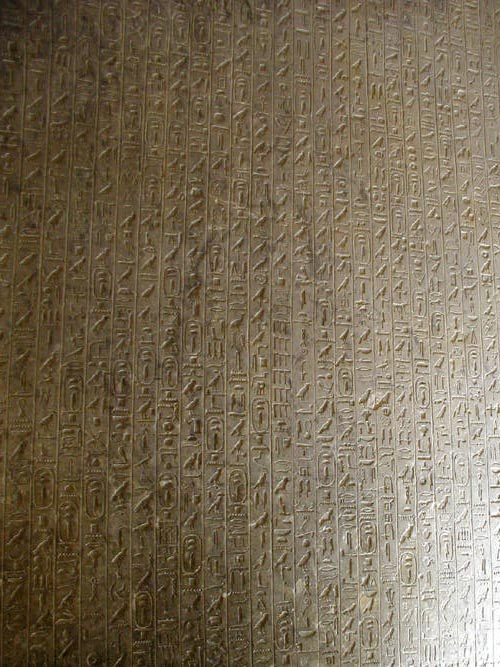
Textes gravés de la chambre funéraire
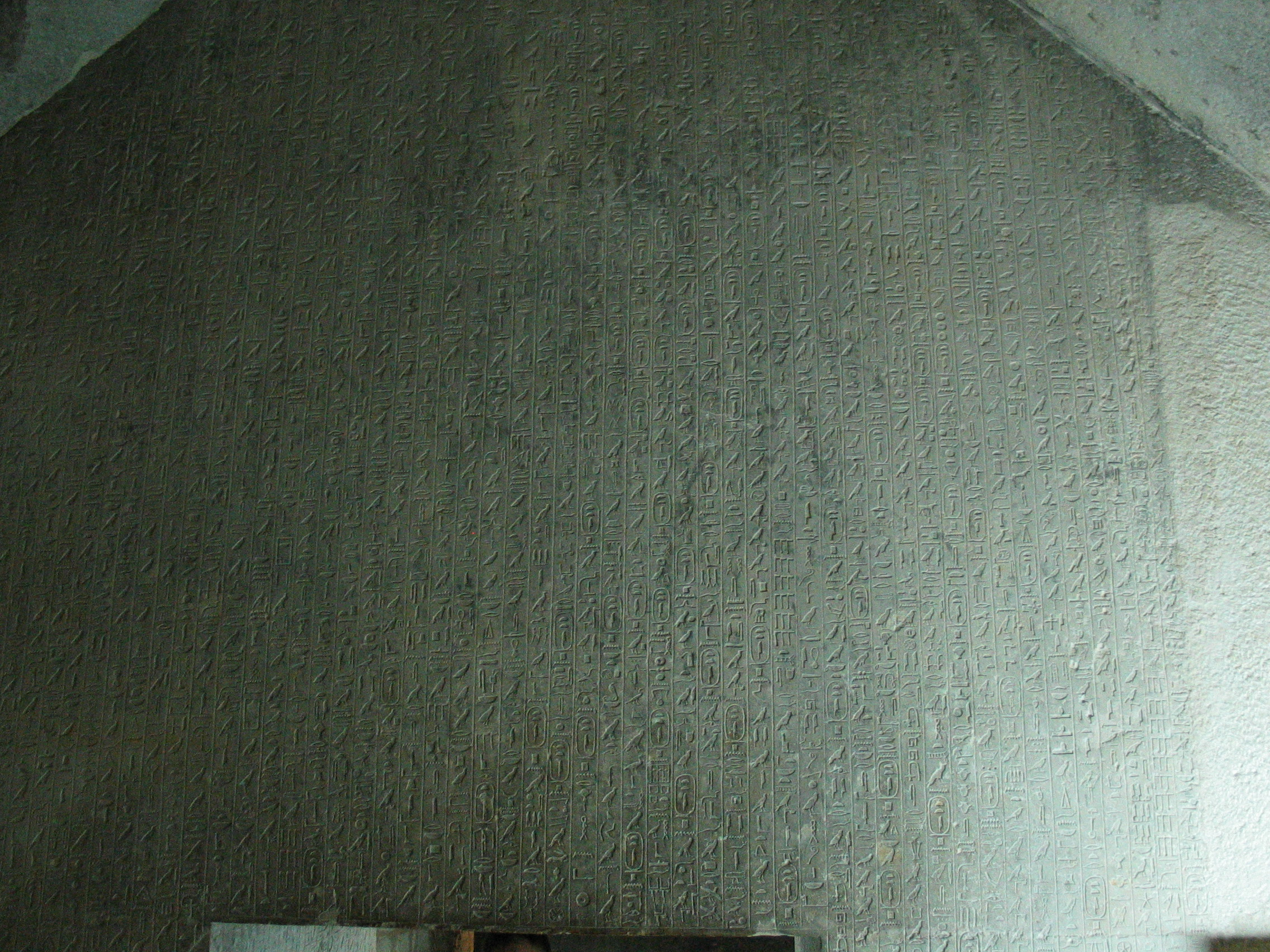
Autre vue des textes des pyramides dans l'antichambre de la pyramide de Téti
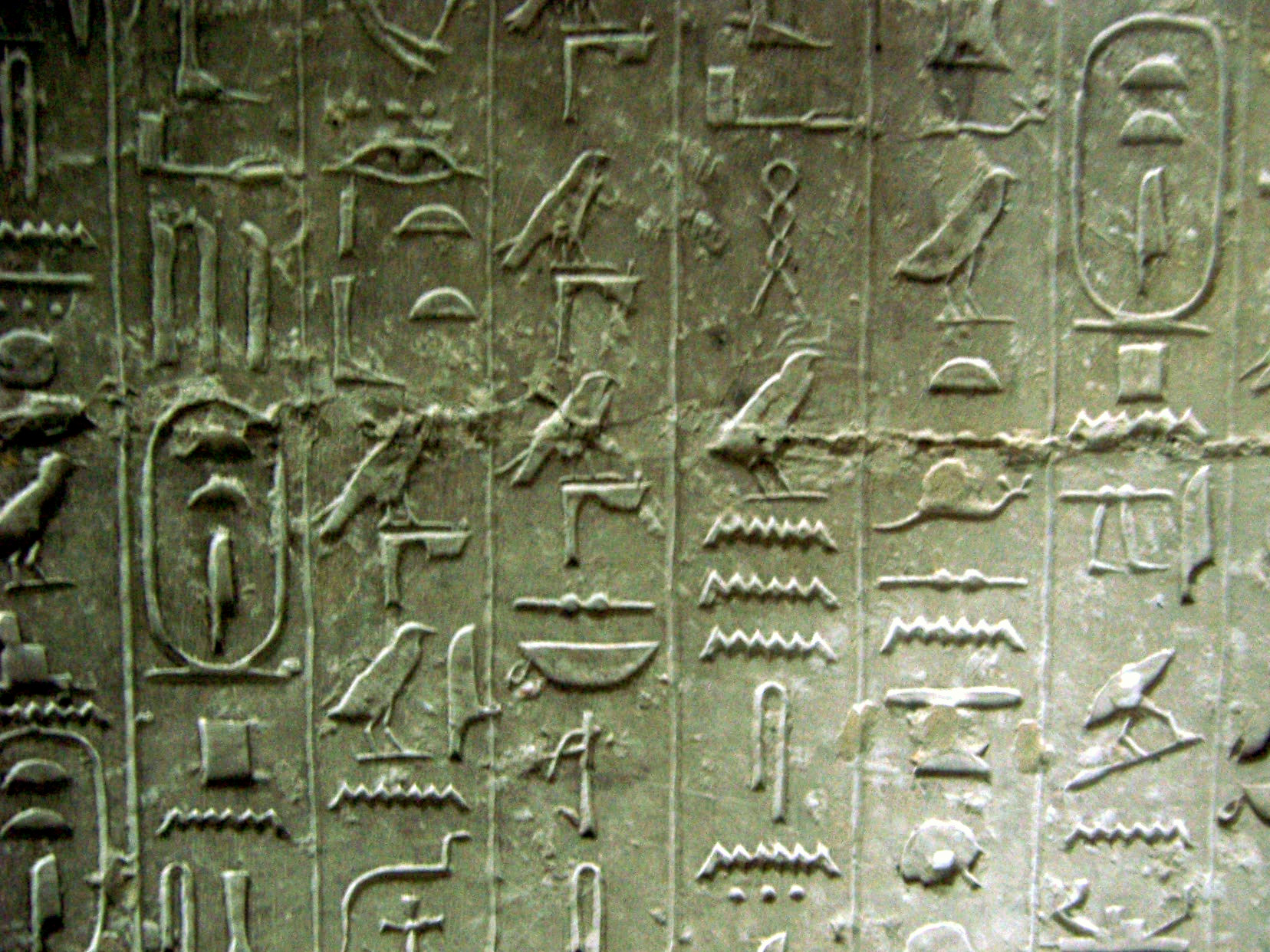
Détail avec le cartouche de Téti

## La nécropole de Téti
Tout autour du complexe funéraire du roi s'étend une des plus riches parties de la nécropole de Saqqarah. Le roi dont la destinée particulière semble avoir impressionné ses contemporains sera révéré par la suite comme un intercesseur divin particulièrement efficace au même titre que certains de ses courtisans qui en ont en quelque sorte hérité par réputation. Le roi était en outre accompagné par ses deux épouses principales qui auront le privilège d'avoir chacune une pyramide accompagnée d'un temple de culte.

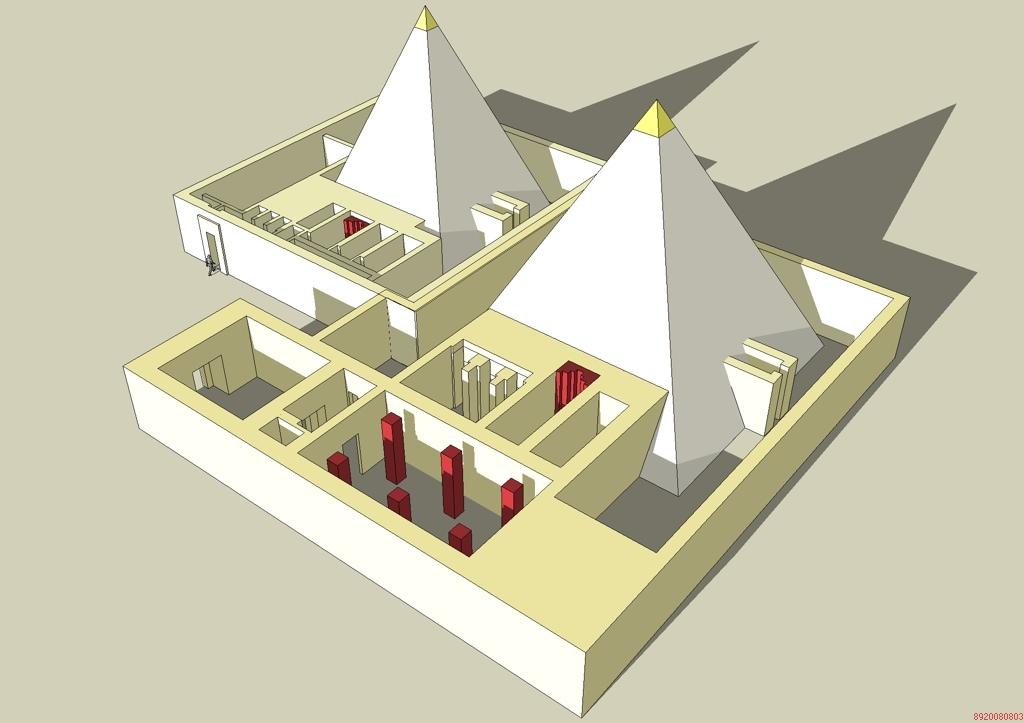
Restitution des complexes pyramidaux des reines de Téti, Khouit et Ipout

Parmi les nombreux tombeaux qui forment cette nécropole de la VIe dynastie on citera notamment :
- le complexe pyramidal de Khouit II ;
- le complexe pyramidal d'Ipout Ire ;
- le complexe pyramidal de Sechséchet Ire, la mère du roi ;
- le mastaba de Tétiânkh Khem, prince royal, fils de Téti et de Khouit ;
- le mastaba de Kagemni ;
- le mastaba d'Ânkhmahor ;
- le mastaba de Mérérouka.

Non loin de la pyramide, Menkaouhor, un pharaon de la Ve dynastie fit construire sa pyramide, c'est l'un des prédécesseurs proche de Téti.
Au Moyen Empire, le culte du roi est assuré comme le démontrent les découvertes récentes à l'est de la pyramide de Téti des tombeaux de Sa-Hathor-Ipy et Sekoueskhet, deux prêtres rattachés au culte du célèbre pharaon.
Au Nouvel Empire d'autres tombes sont aménagées à proximité du complexe funéraire de Téti, qui est parfois désigné comme une véritable divinité. Sous le règne de Ramsès II, Khâemouaset, prince royal, grand prêtre de Ptah, fera même restaurer la pyramide du lointain souverain, prenant le soin de réinscrire son nom sur l'une des faces de sa pyramide.
Enfin à la Basse époque, la ferveur populaire pour les dieux de Saqqarah s'accrue au point qu'un temple consacré à Anubis est construit sur le complexe funéraire de Téti dont la pyramide continuait à dominer l'ensemble de la vallée et devait rester un monument sacré pour tous les dévots qui empruntaient alors le long dromos menant au Sérapéum et qui longeait la vénérable pyramide de Téti.